# 天味食品
天味食品（全称四川天味食品集团股份有限公司；上交所：603317）是中国四川省一家以火锅调料和中式菜品调料研发、生产和销售的大型复合调味料生产企业。董事长是邓文。

## 历史
2007年，天味食品正式成立。2014年3月，四川天味家园食品有限公司建立现代化工厂生产调味料。2019年12月，天味食品登录“胡润最具价值民营品牌榜”第89位。2019年4月、天味食品在上海证券交易所敲锣上市。

## 产品
天味食品主要有“好人家”、“大红袍”、“天车”三大品牌。

## 下辖机构
- 自贡市天味食品有限公司
- 四川天味家园食品有限公司
- 四川瑞生投资管理有限公司
- 四川天味食品集团家园食品有限责任公司